# گئورگه کوواکو
گئورگه کوواکو (انگلیسی: Gheorghe Covaciu؛ زادهٔ ۸ july ۱۹۵۷ (۶۷ سال)) ورزشکار هندبال اهل رومانی است.
وی در مسابقات کشوری و بین‌المللی در مجموع برندهٔ ۱ مدال برنز شده‌است.